# پیتر کالینز (بازیکن فوتبال)
پیتر کالینز (انگلیسی: Peter Collins؛ زادهٔ ۲۹ نوامبر ۱۹۴۸) بازیکن فوتبال اهل بریتانیا است.
از باشگاه‌هایی که در آن بازی کرده‌است می‌توان به باشگاه فوتبال چلمزفورد سیتی و باشگاه فوتبال تاتنهام هاتسپر اشاره کرد.